# Vittorino da Feltre

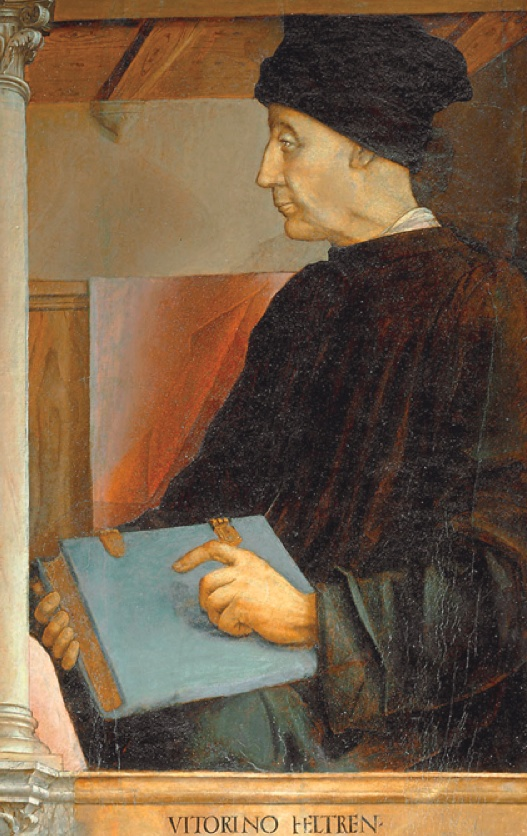
Vittorino da Feltre.

Vittorino da Feltre, född 1378 i Feltre, död 2 februari 1446 i Mantua, var en italiensk lärd och humanist under renässansen. 
Han hette egentligen Vittorino Ramboldini och studerade vid universitetet i Padua under Gasparino da Barzizza och undervisade där senare. Efter några år kallades han av markisen av Mantua för att undervisa dennes barn. Han blev föreståndare för en skola, Casa Giocosa och undervisade barn ur de förmögna klasserna tillsammans med barn ur de fattigare folklagren. Han undervisade i typiska ämnen under renässansen. Vittorino da Feltre sade: "Inte alla är kallade att bli jurister, läkare, filosofer, att leva inför offentlighetens ögon. Alla har inte heller fått en lysande intelligens i gåva av naturen, men alla har vi skapats för ett liv av sociala plikter, alla äro vi ansvariga för det personliga inflytande, som utgår från oss."
Många skolor i Europa imiterade hans framgångsrika skola. 